# Karl Fuchs (Maler, 1872)
Karl Fuchs (* 2. Februar 1872 in Stuttgart; † 27. Juni 1968 in Esslingen am Neckar) war ein regional bekannter, besonders in Esslingen erfolgreicher Lithograph, Grafiker und Kunstmaler.

## Leben
Karl Fuchs machte in jungen Jahren eine Lehre als Lithograph. Zur künstlerischen Ausbildung besuchte er Kurse an der Akademie der Bildenden Künste Stuttgart bei Hermann Pleuer und Friedrich von Keller. Dort traf er auch den schwäbischen Landschaftsmaler Otto Reiniger.
In den frühen 1890er-Jahren gehörte Fuchs zum Freundeskreis des Schriftstellers und Malers Heinrich Schäff-Zerweck (1862–1937), wie auch die Maler Karl Goll (1870–1951) und Hans Krauss (1865–1938). Die Freunde trafen sich vermutlich mehrmals am Dulkhäuschen oberhalb von Esslingen, benannt nach dem Schriftsteller und Freidenker Albert Dulk.
Als Lithograph und Buch-Illustrator konnte sich Karl Fuchs um 1895 selbständig machen. Er zeichnete für den Stuttgarter General-Anzeiger und schuf Ansichtspostkarten im Auftrag verschiedener Verlage. Besonders als Illustrator machte er sich einen Namen in der Region Stuttgart. In Aquarell-Manier gestaltete er seine Motive: den Stuttgarter Marktplatz, das Alte Schloss und die Stiftskirche.
Im Jahr 1900 beauftragte ihn das Statistische Landesamt mit der Illustration der 4 Bände „Das Königreich Württemberg. Eine Beschreibung nach Kreisen, Oberämtern und Gemeinden“. In dieses Jahr fiel auch der Umzug von Stuttgart nach Buoch (Ortsteil von Remshalden bei Schorndorf), wo er bis 1907 mit seiner Familie wohnte.
Die dörfliche Umgebung regte Karl Fuchs an, auch als Kunstmaler tätig zu werden und zahlreiche Landschaftsbilder zu gestalten, in denen er charakteristische Naturstimmungen der verschiedenen Jahreszeiten als Ölbilder eingefangen hat. Nach seinen Plänen entstanden in Buoch drei Wohnhäuser. Er unterhielt Kontakte zu dem sich in Buoch nach 1900 ansiedelnden Intellektuellenmilieu und deren Besuchern, darunter Isolde Kurz, Albert von Pfister, Paul Heyse und anderen.
Im Jahr 1907 wechselte Karl Fuchs seine Wirkungsstätte und zog nach Esslingen. Sein Sommerhaus „Finkenwiese“ in Buoch behielt er für regelmäßige Besuche.
Bedeutend war Karl Fuchs in der Folgezeit als „Chronist seiner Zeit“: In Aquarellen und Zeichnungen – oft als Postkarten veröffentlicht – hielt er viele Bauwerke und Sehenswürdigkeiten in Württemberg in künstlerischen Ansichten fest, die heute teilweise nicht mehr existieren oder stark verändert sind. So wurden seine Werke zu interessanten Zeitdokumenten. Besonders in Esslingen skizzierte er bekannte Gebäude, Gassen und Plätze.

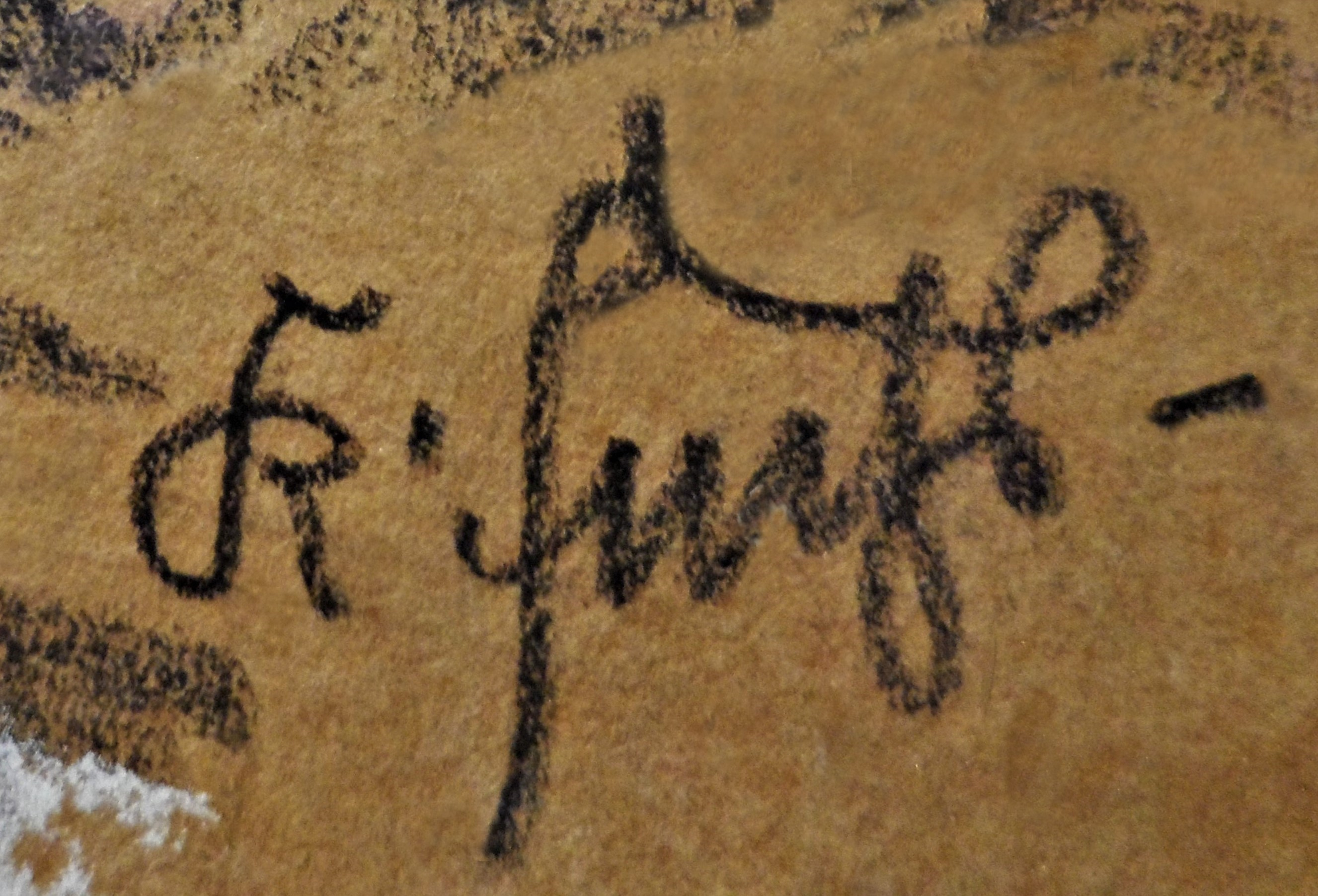
Signatur von Karl Fuchs

Auch als Porträtist machte sich Karl Fuchs einen Namen. Er unternahm Kunstreisen nach Oberitalien (1913), in die Schweiz (1929) und nach Südafrika (1932). Dort entstanden zahlreiche Porträts, Landschaftsbilder und Skizzen.
1936 beteiligte er sich als einer von fünf Esslinger Malern an dem Wettbewerb „Esslinger Maler malen für Soldaten“ anlässlich der Einweihung der Funkerkaserne für deren Gemeinschaftsraum. Für sein eingereichtes Bild „Blick auf die Frauenkirche“ erhielt er einen Trostpreis.
Am 2. Februar 1953 wurde Karl Fuchs das Bundesverdienstkreuz am Bande verliehen. Er lebte bis zu seinem Tode in Esslingen. Dort an der Burg, erinnert seit 1962 der Karl-Fuchs-Weg an den Künstler, dessen Ölbilder, Aquarelle, Radierungen und Skizzen Esslinger Zeitgeschichte geschrieben haben. Auch in Buoch gibt es einen gleichnamigen Weg.
Zahlreiche Werke von Karl Fuchs und von ihm illustrierte Bücher sind im Stadtmuseum Esslingen (Gelbes Haus) sowie in der Württembergischen Landesbibliothek (WLB) in Stuttgart zu finden. Einige weitere graphische Blätter, besonders aus den 1890er Jahren, besitzt das Stadtarchiv Stuttgart.
Seine Nichte war die Opernsängerin Marta Fuchs.

## Werke

### Gemälde und Originalgrafik
Laut Otto Borst 1969 (S. 389, Anm. 306) ist eine umfassende Bestandsaufnahme nicht vorhanden. Allein die Stadtverwaltung Esslingen besitze 42 Werke und das Stadtmuseum Esslingen 52 Originale.

### Buchillustrationen und Mappenwerke
- Das Königreich Württemberg. Eine Beschreibung nach Kreisen, Oberämtern und Gemeinden. Herausgegeben von dem K. Statistischen Landesamt. 4 Bände 1904 – 1907. Alle Bände online über Wikisource
- K. J. Fischer: Unsere Heimat, Beiträge zur Heimatkunde und Geschichte von Stadt und Kreis Esslingen, mit Illustrationen von Karl Fuchs, Esslingen 1949.
- Karl Fuchs: Esslingen a. N. 10 Ansichten nach Zeichnungen von Karl Fuchs, Kunstverlag Fingerle Esslingen, o. J.